# Dhokla
Dhokla är en vegetarisk rätt från den indiska delstaten Gujarat. Den är känd för sin svampiga konsistens och lätta smak och serveras ofta som frukost eller mellanmål.

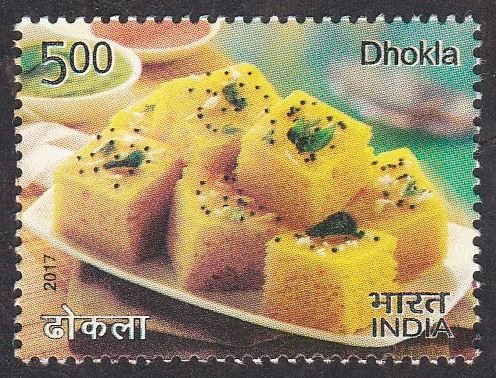
Indiskt frimärke med dhokla

Traditionellt blötläggs ris och urad dal (en typ av linser) över natten, mals sedan till en pasta och får jäsa naturligt. Den moderna versionen av dhokla, känd som "Khaman Dhokla", är huvudsakligen gjord av kikärtsmjöl och fermenterad med yoghurt eller kärnmjölk. Efter jäsningen tillsätts en nypa gurkmeja för färg och bakpulver eller Eno för att göra smeten luftig. Smeten ångas sedan tills den är fast och svampig.